# Bežovce
Bežovce es un municipio del distrito de Sobrance en la región de Košice, Eslovaquia, con una población estimada a final del año 2024 de 1017 habitantes.
Se encuentra ubicado al noreste de la región, en la cuenca hidrográfica del río Bodrog (afluente derecho del Tisza) y cerca de la frontera con la región de Prešov, Ucrania y Hungría.

## Demografía
| Año        | 1994 | 2004     | 2014    | 2024    |
| ---------- | ---- | -------- | ------- | ------- |
| Población  | 1130 | 1007     | 971     | 1017    |
| Diferencia |      | −10,88 % | −3,57 % | +4,73 % |

| Año        | 2023 | 2024    |
| ---------- | ---- | ------- |
| Población  | 970  | 1017    |
| Diferencia |      | +4,84 % |